# Arkit (Kirgisistan)
Arkit ist ein Dorf im Norden des Oblus Dschalal-Abad in Kirgisistan. Im Jahr 2021 hatte das Dorf 1.379 Einwohner.
Der langgestreckte Ort liegt malerisch im Tal des Kodscha-Ata-Flusses im westlichen Tian-Shan-Gebirge, etwa 8 km (Luftlinie) südlich des Bergsees Sary-Tschelek, und ist Hauptquartier des von der UNESCO seit 1978 als Biosphärenreservat anerkannten Naturschutzgebiets Sary-Tschelek.
Das Dorf liegt im Rajon Aksy und gehört verwaltungsmäßig zur Gemeinde (ajyl Okmotu) Kysyl-Tuu, zu der neben dem Hauptort Kysyl-Tuu auch die Dörfer Dschylgyn und Dschol-Sai gehören.

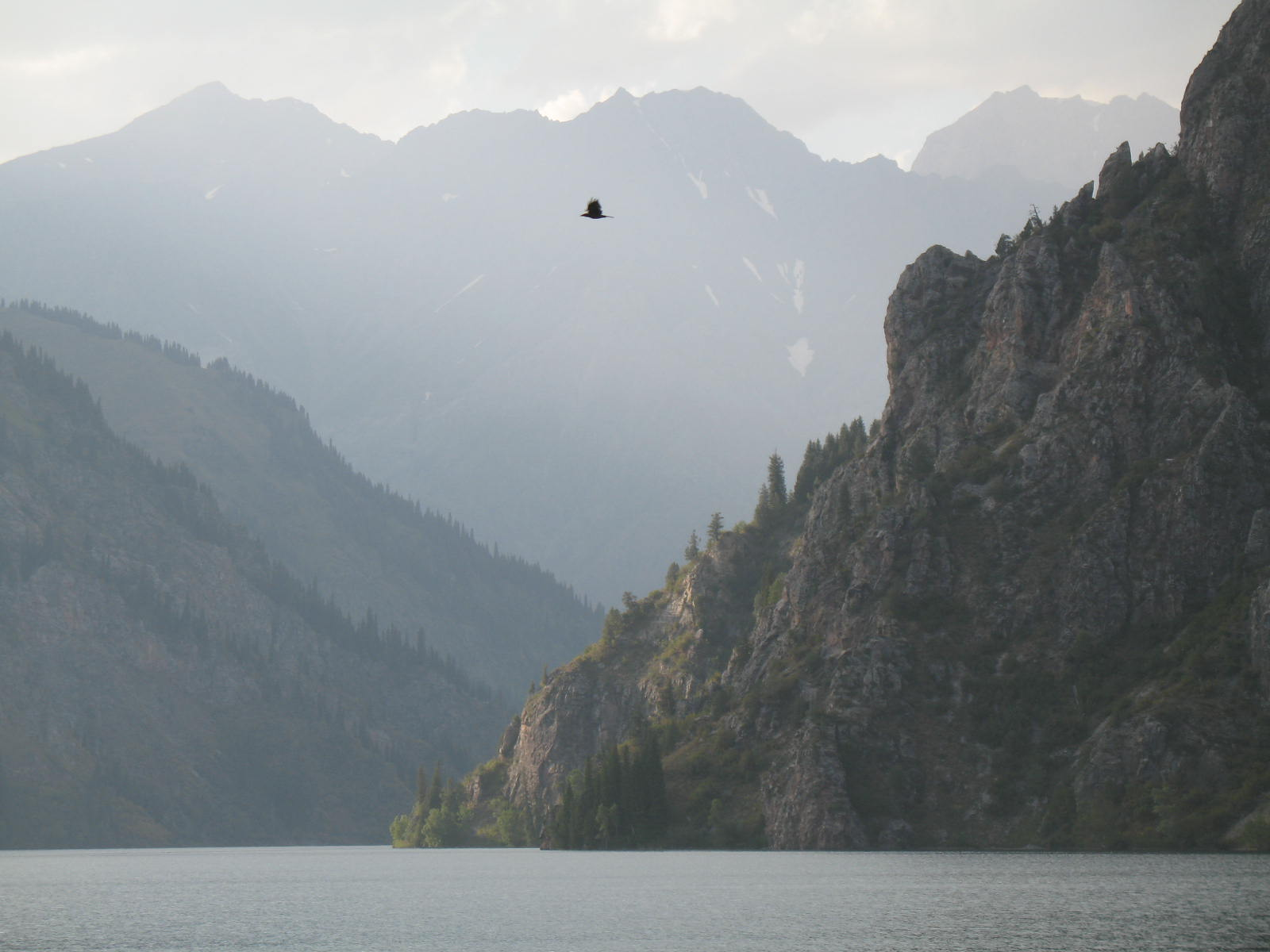
Der Sary-Tschelek bei Arkit
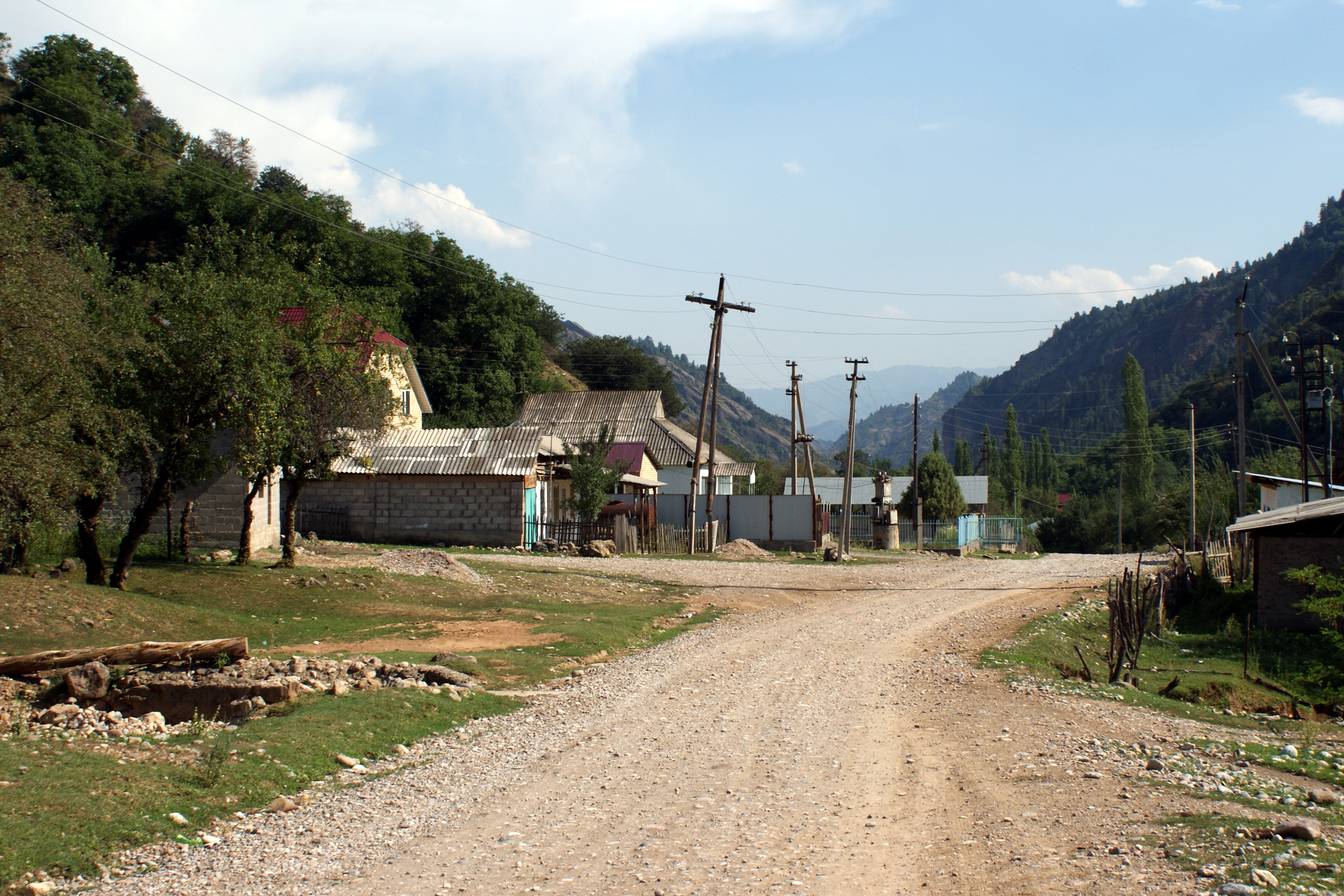
Zentrum des Dorfes